# Guy Spitaels
Guy Gustave Arthur Ghislain Spitaels (3 de septiembre de 1931 – 21 de agosto de 2012) fue un político belga del Partido Socialista. Fue el Séptimo Ministro-Presidente de Valonia de 1992 a 1994 y presidente de su partido durante trece años, hasta que fue sucedido por Philippe Busquin.

## Carrera
Spitaels se graduó en Política y Ciencias sociales en 1957 en la Universidad Católica de Lovaina (UCL), y fue al Colegio de Europa en Brujas 1957–1958. Renunció a la fe católica para convertirse en francmasón. Fue profesor en derecho laboral en la Universidad Libre de Bruselas (ULB).
A principios de los 70, Spitaels fue jefe del gabinete de diferentes ministros socialistas belgas. Después de la elecciones de 1974 Spitaels se convirtió en senador. Fue alcalde de Ath en 1977, un cargo que ostentaría durante veinte años. Ese mismo año llegó a ser Ministro de Trabajo en el Gabinete del Primer Ministro de Paul Vanden Boeynants. De 1979 a 1981 Spitaels fue vice primer ministro en los gobiernos de Wilfried Martens. Al mismo tiempo, se desempeñó como Ministro de presupuesto (1979-1980) y Ministro de Transporte (1980-1981). Después de la derrota electoral en las elecciones de 1981, el Partido Socialista fue relegado a la oposición y Guy Spitaels se convirtió en presidente del partido socialista (1981-1992). En las elecciones generales de 1987 llevó a su partido a la victoria electoral y de vuelta al poder.
Con él y André Cools, el gobierno socialista desempeñó un papel destacado en la transformación de las estructuras unitarias del Estado belga en un sistema federalista. La transformación se logró en gran medida en 1989 y se formalizó por completo en 1993.
En 1992, Spitaels se convertiría en Ministro-Presidente del Gobierno Valón. Junto con otros políticos de su partido, estuvo involucrado en el escándalo de la Agusta, que causó su renuncia en 1994. En 1995 fue elegido Presidente del Parlamento Valón, pero tuvo que dimitir de este cargo debido al escándalo de 1997. Spitaels fue condenado por soborno por el  Tribunal de Casación en 1998. Su carrera política nunca se recuperaría de este escándalo. 
Antes del escándalo de la Agusta fue apodado "Dieu" (Dios en francés), una referencia a su gran influencia dentro del Partido Socialista, que era el partido más poderoso de la Bélgica francófona en esos días.
Spitaels murió de un tumor cerebral a los 80 años.